# Baasskap

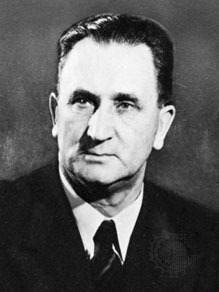
Johannes Gerhardus Strijdom, primer ministro de Sudáfrica.

Blanke baasskap (en español: dominio del amo blanco; supremacía blanca) o simplemente baasskap (en español: dominio del amo) es un término del idioma afrikáans que hace referencia a la política de supremacía blanca aplicada por el gobierno de Sudáfrica durante la era del apartheid entre 1948 y 1994. Baasskap es una combinación de las palabras baas (jefe, amo) y skap (sufijo sin equivalente en español que indica estado o condición).

## Historia
El mandato de la supremacía blanca estaba presente en la constitución sudafricana desde 1910. Ratificaba restricciones del sufragio de personas no blancas. La membresía al parlamento estaba limitado para europeos y se le otorgaba al parlamento dominado en su totalidad por blancos el poder de cambiar la constitución por mayoría de votos, a excepción de unas cláusulas que protegían los derechos lingüísticos de los afrikáneres y el sufragio no racial en Ciudad del Cabo.
En 1948, el Partido Nacionalista tomó el poder con una plataforma que prometía a sus seguidores la continuación de la hegemonía blanca en todos los aspectos de la sociedad sudafricana. Este partido tenía como ideología el baasskap o poder blanco, que proponía que los negros sudafricanos pertenecían a un proletariado rural perpetuo que solo podía ser entrenado para sacar agua, cortar madera y servir a los deseos de los amos blancos.
Este partido también aseguraba que la imposición de un gobierno blanco era necesario para evitar una irrupción de un holocausto racial donde la competencia tribal precipitaría al país en un estado de violencia y anarquía.
Blanke baasskap fue una expresión usada por Johannes Gerhardus Strijdom, primer ministro de Sudáfrica entre 1954 y 1958 quien fortaleció el gobierno de minoría blanca.
Debido a la crítica internacional, los gobiernos que sucedieron a Strijdom cambiaron gradualmente la interpretación del apartheid que pasó a ser de Blanke baasskap a desarrollo separado. Una consecuencia de la nueva interpretación como desarrollo separado fue la creación de los bantustanes.

## En la actualidad
En Namibia, país que se independizó de Sudáfrica en 1990, todavía se observan relaciones de baasskap en la zonas rurales, sobre todo en las relaciones entre afrikáneres y Ju/'hoansi en la región de Omaheke.